# Emissioni zero
L'espressione emissione zero (in inglese: zero emission) indica, in modo del tutto generale, la produzione di energia (in qualsiasi forma e quindi meccanica, chimica, elettrica) oppure la trasformazione di questa da una forma ad un'altra (e.g. nel caso della trazione ad idrogeno di fatto si trasforma, mediante opportuni meccanismi, l'energia chimica contenuta nell'idrogeno in energia meccanica) senza avere nessuna delle emissioni tipiche che normalmente si avrebbero nella combustione come ad esempio l'anidride carbonica.
Il crescente utilizzo dei combustibili fossili per produrre energia e per l'autotrazione determina da parte dell'uomo, sia nei paesi più sviluppati ma ormai anche in quelli in via di sviluppo, emissioni sempre maggiori di anidride carbonica e dei cosiddetti gas serra sempre maggiori. Tali emissioni però sono alla base di un notevole inquinamento sia per l'ambiente sia per l'uomo. Proprio per questo motivo, da tempo sono stati intrapresi studi, sia nel settore della generazione elettrica che in quello automobilistico, per ridurre al minimo tali emissioni. 

## Emissioni zero nel settore automobilistico
Rientrano in questo tipo di progetti la trazione elettrica mediante l'uso di accumulatori o quella ad idrogeno mediante l'uso delle cosiddette fuel cell ("Celle a Combustibile"). Riguardo all'utilizzo dell'idrogeno come combustibile una volta prodotto l'idrogeno (che non è una fonte di energia ma soltanto un vettore energetico) con veicoli adeguati è possibile avere di fatto nessuna emissione di anidride carbonica. I veicoli che rientrano in questo tipo di categoria vengono denominati Zero Emission Vehicle - ZEV. 
Per quanto riguarda i veicoli a trazione elettrica, sarebbe possibile parlare di emissioni zero solo nel caso in cui si potesse asserire che l'elettricità che li alimenta provenga solo ed esclusivamente da centrali a loro volte prive di emissioni e solo limitatamente al motore, essendo degna di nota anche la produzione di particolato da parte degli pneumatici.

## Emissioni zero nel settore energetico
La produzione di energia elettrica può avvenire ricorrendo a fonti rinnovabili oppure non rinnovabili. Nel primo caso non c'è produzione di anidride carbonica e nel caso delle biomasse si tratta di una restituzione che non va ad alterare la concentrazione già presente nell'atmosfera. Diversamente quando si utilizzano fonti non rinnovabili, come ad esempio il petrolio o il carbone, la produzione di {\displaystyle CO_{2}} è sempre presente e va a sommarsi all'anidride carbonica esistente, tuttavia però la sua assenza può essere ottenuta solo ricorrendo a complessi e costosi processi che allo stato attuale sono ancora in via di sperimentazione più o meno avanzata.
È inoltre necessario ricordare che, anche le biomasse, a seguito della combustione, danno luogo ad emissioni. In particolare ossidi d'azoto, ossidi di zolfo e, a seconda del tipo di biomassa, anche a polveri sottili. Non ultimo, la combustione del legno può produrre diossina.

## Riflessioni
L'utilizzo di idrogeno come carburante per automezzi è certamente una soluzione valida per sconfiggere l'inquinamento in ambito urbano, ma non bisogna dimenticare che per produrre idrogeno occorre spendere energia o comunque ricorrere ad un combustibile fossile producendo così inevitabilmente anidride carbonica. Un modo per produrre idrogeno senza avere alcuna emissione di anidride carbonica può certamente essere quello di ricorrere all'energia nucleare o alle fonti rinnovabili (energia solare, eolica, idrica) tuttavia queste ultime presentano alcuni problemi tecnologici o una limitata disponibilità che ne rendono ancora poco conveniente l'utilizzo su larga scala. Ecco dunque che l'industria energetica sta indirizzando i suoi sforzi per avere una produzione di idrogeno basata sia sull'utilizzo di fonti rinnovabili o nucleare sia sull'utilizzo di combustibili fossili, cercando in quest'ultimo caso di riuscire a contenere al massimo le emissioni di CO2.